# Gabriel Seguí Mercadal
Gabriel Seguí Mercadal  (Maó, 1920 - 23 de febrer de 2005) fou un veterinari i empresari agrícola menorquí, germà de l'enginyer Andrés Seguí Mercadal. Bon coneixedor del camp de Menorca, la seva activitat ha estat sempre relacionada amb el sector primari de l'illa, sobretot en la millora i en la selecció de la vaca de raça menorquina.
El 1945 va participar en el I Congrés de Zootècnia, en el transcurs del qual va realitzar una intervenció sobre la raça de boví menorquí i, el mateix any, va obtenir el primer premi en el Concurs Nacional de Bestiar Ibèric celebrat a la Feria de Campo de Madrid, on presentà un brau de raça menorquina, que segons la Federació Internacional Lletera és la més adient del món per a la producció de llet destinada a l'elaboració de formatge. Ha sigut un dels fundadors de l'Associació de Ramaders de Bestiar Boví de Raça Menorquina; ha participat en l'elaboració de la primera edició del Catàleg de formatges espanyols, ha format part del Consell Regulador constituent i redactor del Reglament de la denominació d'origen.
Políticament, va ser batle de Maó entre 1962 i 1971, període en el qual realitzà obres d'infraestructura bàsiques per a l'expansió de la ciutat, com el nou aeroport, la canalització d'aigües i el clavegueram i el polígon industrial. Fou guardonat pòstumament amb el Premi Ramon Llull 2005.